# 1540 en santé et médecine
| Années de la santé et de la médecine : 1537 - 1538 - 1539 - 1540 - 1541 - 1542 - 1543    |
| Décennies de la santé et de la médecine : 1510 - 1520 - 1530 - 1540 - 1550 - 1560 - 1570 |

Cet article présente les faits marquants de l'année 1540 en santé et médecine.

## Naissances
- Roch Le Baillif (mort en 1598), médecin normand, accusé d'« impiété paracelsine » par la Faculté, médecin ordinaire du roi Henri III[1].
- Vers 1540 :
  - Brice Bauderon (mort en 1623), médecin français, auteur d'une Pharmacopée publiée à Lyon en 1588, « qui a eu de très nombreuses éditions et qui, de son temps, était fort estimée[2] ».
  - William Clowes (mort en  1604), chirurgien de la Royal Navy[3].
  - Peder Sørensen, en latin Petrus Severinus (mort en  1602), médecin et alchimiste danois, disciple de Paracelse (1493-1541), auteur de Idea medicinae philosophicae (1571) sur la présence d’agents invisibles, cause des maladies[4].

## Décès
- 6 mai : Jean Louis Vivès (né en 1492), humaniste d'origine espagnole, auteur en 1525 du De subventione pauperum[5], qui prône « la suppression de la mendicité » par « la sécularisation de l'assistance » et « la mise en œuvre effective de la police des pauvres[6] ».
- Bernardino de Laredo (né en 1482), théologien et médecin castillan, surtout connu pour son traité sur la quiétude, Subida del Monte Sion (« Ascension du mont Sion[7] »), mais également auteur de deux ouvrages de médecine :  Metaphora medicinae (1522) et Modus faciendi cum ordine medicandi (1527[8]).
- Francesco Cavallo (né vers 1450), médecin et astrologue italien, professeur de grec et d'hébreu à Padoue, auteur d'un Libellus de animali pastillos theriacos et theriacam ingrediente, imprimé pour la première fois à Venise en 1497[9].
- 1540 ou 1551 : Francysk Skaryna (né en 1486 ou 1490), traducteur, imprimeur, botaniste et médecin biélorusse, reçu docteur à Padoue, médecin de l'évêque de Vilnius et, selon certains, de l'empereur Ferdinand Ier[10].